# Cyrielle Duhamel
Pour les articles homonymes, voir Duhamel.
Cyrielle Duhamel, née le 6 janvier 2000 à Lens, est une nageuse française spécialiste des épreuves de quatre nages. Elle fait partie de l’Équipe Police Nationale depuis 2019.

## Biographie
Dès son plus jeune âge, Cyrielle Duhamel est mordue par la natation, une passion amenée par sa mère. Très vite, elle évolue au sein du Stade Béthunois Pélican Club sous la houlette de Gregory Lefebvre et Julien Adriansen, premier couple d'entraineurs à encadrer une athlète de haut niveau en France.
En 2017, après une médaille de bronze aux championnats d'Europe juniors sur le 400 mètres 4 nages, elle repart un mois plus tard des championnats du monde juniors avec une nouvelle médaille de bronze sur le 200 mètres 4 nages.
Aux Jeux olympiques de la jeunesse de 2018, elle obtient la médaille de bronze du 200 mètres 4 nages.
C'est en 2021 qu'elle se qualifie pour les Jeux olympiques de Tokyo en remportant le titre de championne de France du 200 mètres 4 nages à Chartres devant Fantine Lesaffre jusque-là tenante du titre. La jeune Française alors âgée de 21 ans seulement accède à la demi-finale de l'épreuve du 200 mètres 4 nages aux JO de Tokyo en améliorant son record personnel en 2 min 10 s 84 (deuxième temps français de l'épreuve derrière Camille Muffat).
En 2022, elle décide de s'entraîner sous la direction de Philippe Lucas à Martigues. Lors des Championnats de France en petit bassin 2022, elle remporte le bronze en 200 mètres quatre nages puis le titre sur 400 mètres quatre nages en battant son record personnel sur cette épreuve de près de quatre secondes.

## Palmarès

### Jeux olympiques
| Épreuve / Édition       | Tokyo 2020                         |
| 200 mètres quatre nages | 11e des demi-finales 2 min 10 s 84 |

### Championnats de France
- Championnats de France 2016 à Montpellier :
  -  Médaille de bronze du 400 mètres quatre nages.

- Championnats de France en petit bassin 2016 à Angers :
  -  Médaille d'argent du 400 mètres quatre nages.

- Championnats de France 2017 à Schiltigheim :
  -  Médaille d'argent du 200 mètres quatre nages.
  -  Médaille d'argent du 400 mètres quatre nages.

- Championnats de France en petit bassin 2017 à Montpellier :
  -  Médaille de bronze du 400 mètres quatre nages.

- Championnats de France 2018 à Saint-Raphaël :
  -  Médaille d'argent du 200 mètres dos.
  -  Médaille d'argent du 200 mètres quatre nages.
  -  Médaille d'argent du 400 mètres quatre nages.

- Championnats de France en petit bassin 2018 à Montpellier :
  -  Médaille d'argent du 200 mètres papillon.
  -  Médaille d'argent du 200 mètres quatre nages.
  -  Médaille de bronze du 400 mètres quatre nages.

- Championnats de France 2019 à Rennes :
  -  Médaille d'argent du 200 mètres quatre nages.
  -  Médaille de bronze du 400 mètres quatre nages.

- Championnats de France en petit bassin 2019 à Angers :
  -  Médaille d'or du 100 mètres brasse.
  -  Médaille d'argent du 200 mètres quatre nages.
  -  Médaille de bronze du 200 mètres brasse.

- Championnats de France 2020 à Saint-Raphaël :
  -  Médaille d'or du 100 mètres dos.
  -  Médaille d'argent du 200 mètres quatre nages.
  -  Médaille de bronze du 100 mètres brasse.

- Championnats de France 2021 à Chartres :
  -  Médaille d'or du 200 mètres quatre nages.
  -  Médaille d'argent du 200 mètres dos.

- Championnats de France 2022 à Limoges :
  -  Médaille d'or du 200 mètres quatre nages.
  -  Médaille d'or du 400 mètres quatre nages.

- Championnats de France en petit bassin 2022 à Chartres :
  -  Médaille d'or du 400 mètres quatre nages.
  -  Médaille de bronze du 200 mètres quatre nages.

- Championnats de France 2023 à Rennes :
  -  Médaille d'argent du 400 mètres nage libre.
  -  Médaille d'argent du 1 500 mètres nage libre.
  -  Médaille d'argent du 400 mètres quatre nages.
  -  Médaille de bronze du 200 mètres quatre nages.

- Championnats de France en petit bassin 2023 à Angers :
  -  Médaille d'or du 400 mètres quatre nages.
  -  Médaille d'argent du 200 mètres quatre nages.

- Championnats de France 2024 à Chartres :
  -  Médaille d'or du 400 mètres quatre nages.